# بطولة العالم لكرة الطاولة 2023
بطولة العالم لتنس الطاولة 2023 (بالإنجليزية: 2023 World Table Tennis Championships)‏ هي النسخة السابعة والخمسون من بطولة العالم لتنس الطاولة في ديربان، جنوب إفريقيا. وهي المرة الأولى التي تقام فيها البطولة في إفريقيا منذ عام 1939، عندما أقيمت في مصر.
أُقيمت البطولة بتنظيم الاتحاد الدولي لتنس الطاولة (ITTF) في الفترة من 20 إلى 28 مايو 2023 وستشهد منافسات فردي رجال وسيدات، والزوجي للرجال وزوجي السيدات، ومنافسات الزوجي المختلط.